# Abdullah Al-Zori
Abdullah Al-Zori, né le 13 août 1987 en Arabie saoudite, est un footballeur saoudien. Il évolue au poste d'arrière latéral gauche avec le club d'Al-Hilal FC.

## Biographie

### En club
Avec le club d'Al-Hilal, il joue plus de 50 matchs en Ligue des champions d'Asie. Il atteint la finale de cette compétition en 2014, en étant battu par le club australien du Western Sydney.

### En équipe nationale
Il joue son premier match en équipe d'Arabie saoudite le 24 mai 2008, en amical contre la Syrie (victoire 1-0).
Il atteint avec l'Arabie saoudite la finale de la Coupe du Golfe des nations en 2009 et 2014. Lors de l'édition 2009, il inscrit un but contre les Émirats arabes unis.
Il dispute également avec l'Arabie saoudite la Coupe d'Asie des nations en 2015. Lors de cette compétition, il joue deux matchs : contre la Corée du Nord, et l'Ouzbékistan.

## Palmarès
Avec l'Arabie saoudite
- Finaliste de la Coupe du Golfe des nations en 2009 et 2014

Avec Al Hilal
- Finaliste de la Ligue des champions de l'AFC en 2014
- Champion d'Arabie saoudite en 2008, 2010, 2011, 2017 et 2018
- Vice-champion d'Arabie saoudite en 2009 et 2013
- Vainqueur de la Coupe du Roi des champions d'Arabie saoudite en 2015 et 2017
- Vainqueur de la Coupe du Roi des champions d'Arabie saoudite en 2010
- Vainqueur de la Coupe d'Arabie saoudite en 2008, 2009, 2010, 2011, 2012, 2013 et 2016
- Finaliste de la Coupe d'Arabie saoudite en 2014
- Finaliste de la Coupe de la Fédération d'Arabie saoudite en 2010